# Evdokía
Pour plus de détails, voir Fiche technique et Distribution.
Evdokía (Ευδοκία) est un film grec néoréaliste réalisé par Aléxis Damianós et sorti en 1971.
Evdokía est considéré comme l'un des premiers films du « Nouveau Cinéma grec » ainsi que comme l'un des dix plus grands films de l'histoire du cinéma grec.

## Film

### Synopsis

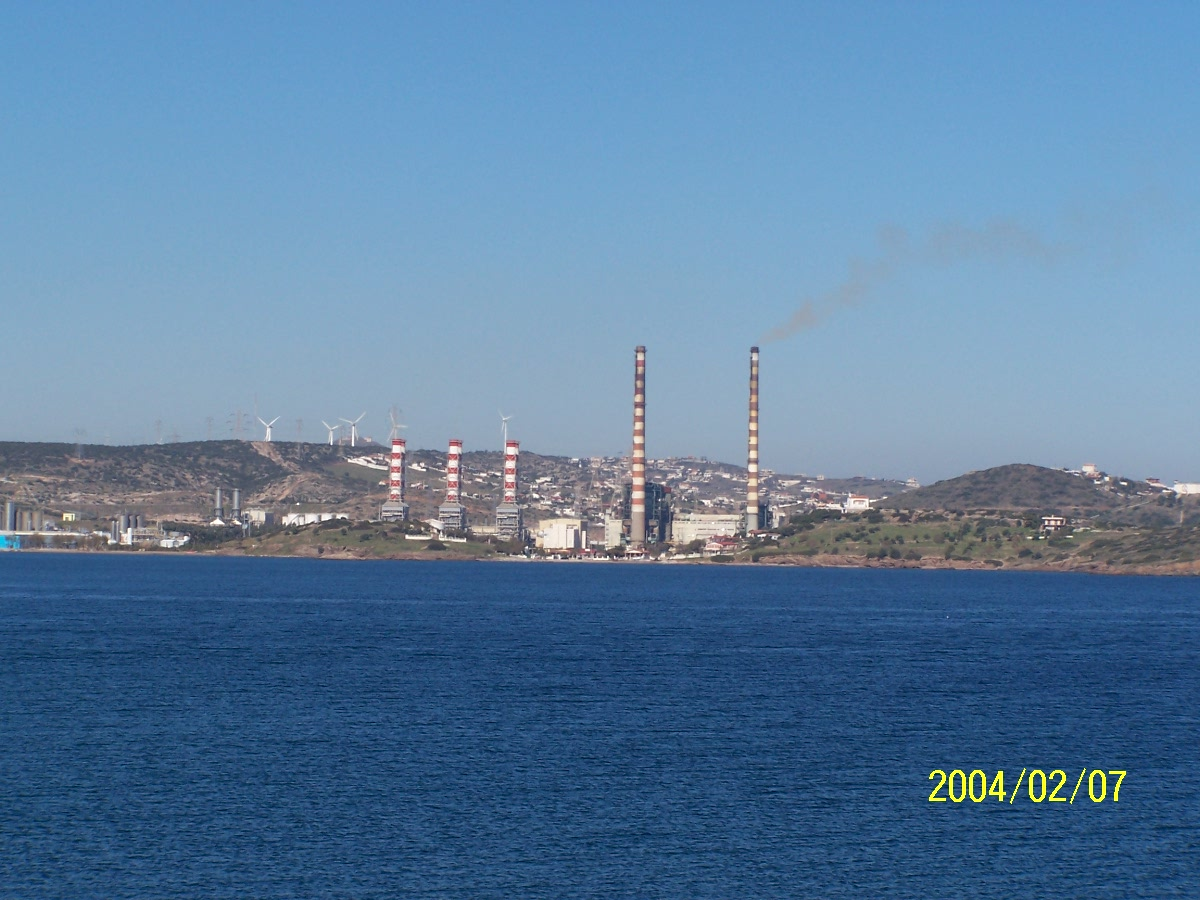
Le port de Lavrio.

Dans les paysages désolés de l'est de l'Attique, dans le port de Lavrio (Laurion), Maria, une ancienne prostituée rend visite à son amie Evdokia (Maria Vasileiou) qui pratique toujours cette profession et lui prédit un destin troublé. Le même soir, alors qu'Evdokia racole dans une taverne miteuse, elle rencontre un beau sergent musclé Giorgos (Giorgos Koutouzis) qui a presque fini son service militaire. Celui-ci danse pour elle. Le souteneur d'Evdokia et ses amis apprécient peu. Une bagarre se déclenche, pour le plus grand plaisir d'Evdokia. Giorgos et son ami soldat Dimitris réussissent à partir sans grand dommage. Sur le chemin de la caserne, Dimitris révèle à Giorgos le métier d'Evdokia.
Le lendemain, Giorgos mène l'exercice de ses hommes sous le regard admiratif d'Evdokia, de l'autre côté du grillage. Les soldats s'en rendent compte et se moquent de leur sergent. Giorgos demande à Dimitris comment il en sait autant sur Evdokia. Il répond très clairement : « Je la connais » (le sens biblique sous-entendu). Le soir même Giorgos rend visite à Evdokia chez elle. Il chasse le souteneur qui la menace avec un couteau. Ils passent alors la nuit et la journée ensemble : le moment le plus idyllique de leur liaison. Alors qu'ils se promènent dans la montagne, Giorgos demande Evdokia en mariage. D'abord surprise, elle accepte.
Le jour du mariage, Giorgos ne vient pas. Evdokia qui avait invité toute sa famille est détruite. Elle s'enferme dans sa chambre et refuse d'en sortir. Finalement, Giorgos revient et s'excuse. Le mariage a lieu, mais personne ne le prend réellement au sérieux. Les problèmes s'accumulent pour les époux et leur relation se tend. Un matin, Giorgos disparaît à nouveau. Evdokia recommence à se prostituer. Giorgos revient, mais les époux submergés par leurs émotions sont incapables de communiquer et Giorgos repart. Quelques jours plus tard, Maria annonce à Evdokia qu'elle a vu Giorgos à la taverne. Evdokia s'y précipite. Ils se disputent car il était en train de flirter avec une cliente comme il avait flirté avec elle le premier soir. Elle cherche à se suicider en tentant d'avaler un bout de miroir brisé. Il l'en empêche. Ils se réconcilient. Lorsqu'ils sortent de la taverne, l'ancien souteneur d'Evdokia et son gang attaquent Giorgos. Ils le rouent de coups et finissent par lui rouler dessus avec un camion. Ils le laissent pour mort en embarquant Evdokia. Leur voiture s'éloigne vers Athènes.

### Fiche technique
- Titre : Evdokía
- Titre original : Ευδοκία
- Réalisation : Aléxis Damianós
- Scénario : Aléxis Damianós
- Direction artistique :
- Décors : Aléxis Damianós
- Costumes : Juila Andreadou
- Photographie : Christos Mangos
- Son : Nikos Despotidis et Tony Anscombe
- Montage : Matt Mac Carty
- Musique : Manos Loïzos
- Production : Aléxis Damianós et Katamor
- Pays d'origine :  Grèce
- Langue : grec
- Format : Couleurs
- Genre : Drame
- Durée : 99 minutes
- Dates de sortie : 21 septembre 1971

### Distribution
- Maria Vassiliou (en) : Evdokia
- Giorgos Koutouzis : Giorgos
- Christos Zorbas : Giorgos (le souteneur)
- Koula Agagiotou (en) : Maria
- Vassilis Panayiotopoulos
- Paulos Roussos
- S. Douligerakis
- Nasos Katakouzinos
- Maria Koutokaki
- Spyros Kyriakopoulos
- Kostas Rigas
- Yannis Savatianos
- Eleni Roda
- Apostolos Souglakos (el)

### Récompenses
- Festival du cinéma grec 1971 (Thessalonique) : meilleure actrice

## Analyse
Evdokía, dans la lignée du néoréalisme italien, est considéré comme l'un des premiers films du « Nouveau Cinéma grec ». Les deux acteurs principaux étaient non-professionnels : Maria Vasileiou avait fait un peu de figuration et Evdokía est le seul film de Giorgos Koutouzis. Le film est tourné en décors naturels. L'aridité des paysages rappelle Les Nuits de Cabiria tandis que les thèmes de la prostitution et des périphéries urbaines en friche font penser à Accattone ou La commare secca. Le récit est dominé par diverses oppositions : la ville (plutôt sa périphérie sans âme) et la nature ; les instincts primaires (sexe et violence) et leurs formes institutionnalisées (prostitution et armée).
Le choix de placer le récit en périphérie d'Athènes insiste sur la marginalisation totale du couple dont la relation ne peut fonctionner, pour les deux sociétés d'où ils viennent. Leur tentative d'entrer, par le mariage, dans la conformité de la classe moyenne, est vouée à l'échec dès le départ. Cependant, ce n'est pas tant, de la part des auteurs du film, leur faute que la faute de la société qui est ici critiquée. Il n'y a pas de coupables désignés directement, le souteneur pas plus que les autres (il est même présenté parfois sous un jour sympathique). C'est toute la société qui les condamne.
L'ensemble est aussi à replacer dans le cadre plus large de la tragédie antique où les personnages ne peuvent échapper à leur destin. Le film se termine sans qu'on sache les conséquences qu'auraient sur le long terme les événements racontés dans la vie d'Evdokia. Cependant, une chose est certaine : elle a pris conscience de l'inévitabilité de son destin. Quant à Giorgos, c'est son ubris qui le tue.
La taverne dans Evdokia est un élément important du récit. Le film s'inscrit ici dans la lignée d'une longue série de films grecs où la taverne est un lieu déterminant (Stella, femme libre, Jamais le dimanche, etc.). La taverne a un double rôle. Elle est le lieu d'une expression (typiquement grecque) de la virilité avec la danse ; elle est le lieu où certaines femmes affirment leur émancipation. La taverne est aussi un des lieux définissant la grécité, une des grandes interrogations du cinéma grec et surtout du « Nouveau Cinéma grec ».
La place centrale de l'armée dans le film est une déclaration politique de la part d'Aléxis Damianós. Le film fut tourné en plein durant la dictature des colonels, avec une armée omniprésente est intrusive. De plus, il y a une très forte identification de la prostituée Evdokia à la Grèce, toutes les deux non maîtresses de leur destin, à la merci de pouvoirs qui les dépassent. La mort de Giorgos à la fin, alors qu'il va être libéré de ses obligations militaires est une vision très pessimiste de la situation présente et future du pays selon le réalisateur.

### Bande originale
La musique d’Evdokia est depuis la sortie du film un succès incontesté et continu en Grèce. Manos Loizos a su intégrer les rythmes de la musique populaire, principalement le zeimbekiko.

### Décors et image
Les décors intérieurs sont à l'image des paysages extérieurs : indéfinis (dans l'usage des pièces) et assez nus (peu de meubles). Le lit seul tient une place centrale, définissant l'usage de la pièce, mais la scène se déroule chez une prostituée.
Le film est tourné en couleurs, mais les scènes de souvenirs racontés par Evdokia sont en noir en blanc, ainsi que la scène finale quand Giorgos se fait tuer. Durant cette scène, la caméra filme de loin, évitant toute implication dans la lutte, créant un détachement. Une seule vue en caméra subjective est proposée : quand Giorgos voit les phares du camion lui foncer dessus.

### Réception
Evdokia est le second film d'Aléxis Damianós. Il est aussi celui qui remporta le plus de succès. Il rassembla sa première année d'exploitation en Grèce 70 852 spectateurs. Maria Vasileiou reçut le prix de la meilleure actrice au festival du cinéma grec 1971 (Thessalonique). En avril 1985, l'Union panhellénique des critiques de cinéma, la PEKK Πανελλήνια Ενωση Κριτικών Κινηματογράφου (Panellinia Enosis Kritikon Kinematographou), le classa meilleur film de l'histoire du cinéma grec. Les rétrospectives consacrées au cinéma grec par le MoMA (New York) en 1993 et Beaubourg (Paris) en 1995 l'ont inclus dans leur programme,.